# Luis Oro Giral
Luis Antonio Oro Giral (Saragossa, 1945) és un científic espanyol especialitzat en química organometàl·lica i catàlisi homogènia.

## Carrera científica
Va estudiar química a la Universitat de Saragossa, on es va llicenciar en 1967, i en va obtenir el doctorat en 1970. Va fer estudis postdoctorales a la Universitat de Cambridge (1972-1973). Després d'ocupar diverses posicions acadèmiques a les Universitats de Saragossa, Complutense de Madrid i Santander, exerceix des de 1982 la càtedra de Química Inorgànica en la Universitat de Saragossa. Actualment és director del Institut Universitari de Catàlisi Homogènia. Ha estat Professor Visitant Convidat a diverses Universitats estrangeres.
Les seves contribucions científiques es resumeixen en més de 500 articles científiques, 6 llibres, 10 revisions, 10 capítols en llibres col·lectius i 2 patents. La seva obra científica gaudeix de prestigi internacional i ha estat distingit com “Highly Cited Researcher” per ISI Web of Knowledge, reconeixement atorgat als dos-cents cinquanta químics més citats en la literatura mundial des de 1981. Forma part de diversos comitès científics així com del consell assessor de prestigioses publicacions especialitzades.
En el període 1987-1994 va ser Director General de Recerca Científica i Tècnica del Ministeri d'Educació i Ciència d'Espanya, i secretari general del Pla Nacional de Recerca Científica i Desenvolupament Tecnològic. Va ser president de la Reial Societat Espanyola de Química entre 2001 i 2005.
En l'àmbit europeu ha estat vicepresident de la “European Science Foundation” i membre de la “European Science and Technology Assembly” de la Unió Europea. Actualment és president de la Unió Editorial Europea de Societats Químiques (EUChemSoc) i, des d'octubre de 2008, president de la European Association for Chemistry and Molecular Sciences (EuCheMS).

## Acadèmies científiques de les que n'és membre
- Deutsche Akademie der Naturforscher LEOPOLDINA,
- Académie de Sciences de França,
- Academia Europaea,
- Hungarian Academy of Sciences,
- European Academy of Sciences,
- New York Academy of Sciences,
- Reial Acadèmia de Ciències de Saragossa.

## Premis i distincions
- Premi Nacional d'Investigació Enrique Moles en ciència i tecnologia químiques (2007).
- Schulich Lecturership, Technion - Israel Institute of Technology (2007).
- Premi a la recerca i medalla d'or de la Reial Societat Espanyola de Química (2007).
- Medalla d'Or de la Ciutat de Saragossa (2007).
- Doctor Honoris causa, Université de Rennes (2005).
- Medalla Sacconi (2003).
- Japan Society for the Promotion of Science Invitation Award (2003).
- Elhuyar-Goldschmidt Lecturership (2002).
- Chemical Research Lecturership Award, Taiwan (2002).
- Betancourt-Perronet Prize (2001).
- Aragó Prize (2001).
- Premi Rei Jaume I (1999)
- Pacific North West Inorganic Lectureship (1998).
- Premi Catalan-Sabatier Prize (1997).
- Premi Humboldt (1995).
- Premi Solvay (1989).
- Carret a Saragossa, al barri de la Universitat (anteriorment denominada Teniente Catalán).[6]

## Llibres
- La investigación española en la encrucijada Zaragoza : Prensas de la Universidad de Zaragoza, 2013. ISBN 978-84-15770-31-2